# سارا دکوستا
سارا دکوستا (انگلیسی: Sara DeCosta-Hayes؛ زادهٔ ۱۳ مهٔ ۱۹۷۷) بازیکن هاکی روی یخ اهل ایالات متحده آمریکا است.